# Floruit
Floruit (souvent abrégée sous la forme fl.) est une locution latine que l'on emploie pour indiquer la période au cours de laquelle une personne, une école, une mouvance, une famille historique ou une espèce a été active ou florissante. Il s'agit de la conjugaison au parfait du verbe latin florere (« être florissant »), à la troisième personne du singulier.
Elle est notamment utilisée en généalogie et en histoire quand les dates de naissance ou de décès d'une personne sont inconnues. C'est une expression vieillie, savante.
Par exemple, si l'on effectue des recherches sur un dénommé Jean Dubois sans parvenir à trouver ses dates de naissance et de décès, mais que l'on dispose de trois testaments signés de sa main en 1204, 1207 et 1229, et d'un acte officiel attestant de son mariage en 1197, on écrira Jean Dubois (floruit 1197-1229), ou (fl. 1197-1229). Autre exemple : Vettius Cornificius Gordianus (fl. 275) était un homme politique de l'Empire romain.